# Desaparición de Amy Lynn Bradley
Amy Lynn Bradley (Petersburg, Virginia, 12 de mayo de 1974-desaparecida el 24 de marzo de 1998) es una ciudadana estadounidense que desapareció mientras estaba de crucero a bordo del barco Rhapsody of the Seas a finales de marzo de 1998 a la edad de 23 años, con destino a Curaçao. Las búsquedas no dieron con su paradero y los investigadores creen poco probable que se cayera por la borda. Ha habido avistamientos de Bradley en Curaçao. En 1998, unos turistas vieron a una mujer parecida a Bradley en una playa. Al año siguiente, un miembro de la Marina de Estados Unidos dijo que una mujer en un burdel se le acercó diciendo que ella era Bradley y que necesitaba ayuda.

## Historia del caso
El 21 de marzo de 1998, Amy Lynn Bradley, sus padres Ron e Iva y su hermano Brad, se embarcaron en un crucero con el barco Rhapsody of the Seas. En la noche del 24 de marzo, Bradley había estado bebiendo en la pista de baile del barco junto a la banda de música de este, Blue Orchid. Uno de los miembros, Alister Douglas, conocido como Yellow, dijo que se separó de Bradley alrededor de la 1:00 de la mañana. Un tiempo después, entre las 5:15 y las 5:30 de la mañana, el padre de Bradley, Ron, la vio durmiendo en el balcón. Cuando se levantó a las 6:00 de la mañana, ella ya no se encontraba ahí. Su padre luego comentó: "Me fuí e intenté encontrarla. Cuando no conseguí encontrarla, no sabía que pensar, ya que no era propio de Amy marcharse y no decirnos a donde iba."
El barco estaba de camino a Curaçao, Antillas, la última vez que se le vio. El barco atracó en Curaçao poco después de que ella fuera declarada desaparecida. Búsquedas extensivas en el barco y en el mar no dieron resultado. La Guardia Costera de las Antillas Neerlandesas condujo una búsqueda de cuatro días que acabó el 27 de marzo y la compañía de barcos en la que Amy desapareció se hizo con un barco que pudiera continuar la búsqueda, que decidieron parar el 29 de marzo. Bradley era una socorrista experimentada y los investigadores señalaron que no había prueba de que se hubiera caído por la borda o de que se hubiera suicidado.
Hubo avistamientos de Bradley en Curaçao en 1998 y 1999. Dos turistas canadienses dijeron haber visto una mujer parecida a Amy en un playa en Curaçao en agosto de 1998. Los tatuajes que tenía la mujer eran idénticos a los de Bradley, los cuales eran particulares, estos incluían un demonio de Tasmania jugando con una pelota de baloncesto en el hombro, un sol en su espalda, un símbolo chino en el tobillo derecho, y un gecko en su ombligo. También tenía un pirsin en esa localización. Un miembro de la Marina declaró haber visto a Bradley en un burdel en 1999. Él dijo que ella le había dicho que "su nombre era Amy Bradley y [ella] le rogó que le ayudara," afirmando que a ella no se le permitía irse.
Hubo otro avistamiento en 2005, cuando una testigo llamada Judy Maurer declaró haber visto a Bradley en los baños de una tienda en Barbados. La testigo declaró que una mujer estaba en un baño con un grupo de hombres, los cuales la estaban amenazando si no cumplía el trato. Una vez se acercó a la asustada mujer cuando los hombres se fueron, le dijo que su primer nombre era Amy y que era de Virginia antes de que los hombres entraran de nuevo al baño y se la llevaran. Maurer llamó a las autoridades, que crearon dibujos de las apariencias de dichos sujetos.

## Caso en la cultura general
Los padres de Bradley aparecieron en un episodio de Dr. Phil en noviembre de 2005. Una foto de un joven parecida a Bradley que le fue enviada a sus padres fue enseñada en el programa, y sugiere que ella haya podido ser vendida en la trata de personas.
Hay una recompensa de $250.000 ofrecida por la familia Bradley a cambio de información. El FBI ofrece una recompensa de $25.000 por información que ayude a encontrarla. El caso figuró en America's Most Wanted y en el programa de televisión Disappeared.
En julio de 2025, se estrenó un documental del caso de Bradley en Netflix, el documental consta de 3 episodios.